# 八試複座戦闘機
八試複座戦闘機（はちしふくざせんとうき）は、1930年代に試作された大日本帝国海軍の複座艦上戦闘機。「八試複戦」と略称される。

## 概要
1932年（昭和7年）度から始まる海軍機の試製3ヵ年計画の一環として、1933年（昭和8年）に艦上複座戦闘機として三菱航空機、中島飛行機の二社へ競争試作の形で発注された。 「三菱八試複座戦闘機」「中島八試複座戦闘機」ともに略符号は与えられていない。
新機種である艦複戦は、海軍が示した「所要航空機種及性能標準｣上の「偵察兼戦闘機」を実現しようとするものであり、「偵察、観測、空中戦闘」を用途としていた。この時期、弾着観測機は主力艦部隊が行う洋上決戦に不可欠なものとされつつあったが、日本海軍ではこの観測機を、主力艦自体からカタパルト射出する水上機とするか、随伴する空母から発進する艦上観測機とするか定めかねていた。いずれにしてもこの当時想定されていた弾着観測は、敵戦闘機による妨害を排除しつつ行うべきものだったので、空戦性能が不可欠となっている。
八試複戦ののち観測機は水上機をもって進む方針に変わり、続く十試水上観測機は水陸互換式として発注された。

### 三菱八試複座戦闘機
三菱は海軍の発注に対し、佐野栄太郎技師と中村考之助の設計によって開発を開始。試作一号機は1934年（昭和9年）1月に完成した。社内名称は「カ-8」。機体は金属製骨組みに羽布張りの複葉固定脚複座戦闘機で、垂直尾翼は双垂直平尾翼とされ、後席からの旋回銃射界確保をはかった。2機が生産されテストを繰り返し改良を重ねたが、1934年9月16日に試験飛行中の二号機が、急降下からの引き起こしの際に空中分解を起こし墜落。これによってテストは中止され、不採用に終わった。

### 中島八試複座戦闘機
中島は明川清技師を設計者として設計を進め、1934年3月に試作機1機が完成した。社内名称は「NAF-2」。設計は以前に不採用となった六試艦上複座戦闘機（NAF-1）の流れをくんだ複葉複座固定脚機で、機体材質は金属製骨組みに羽布張り。艦上戦闘機としても運用可能なように主翼の折りたたみ機構を有しており「八試艦上複座戦闘機」とも呼ばれる。また、下翼は逆ガル翼となっていた。性能に不足はなかったが、海軍が複座戦闘機自体の配備を見送ったため、不採用となった。

## スペック
三菱八試複座戦闘機
- 全長： 7.39 m
- 全幅：10.00 m
- 全高： 3.35 m
- 主翼面積： 26.00 m2（複葉）
- 自重： 1,153 kg
- 全備重量： 1,700 kg
- 動力： 中島 寿二型 空冷星型9気筒エンジン（最大580 hp） × 1
- 最大速度： 286 km/h
- 航続距離： 700 km
- 武装： 
  - 7.7mm固定機銃 × 2
  - 7.7mm旋回機銃 × 1

- 乗員：2名

中島八試複座戦闘機
- 全長： 7.19 m
- 全幅： 10.73 m
- 全高： 2.82 m
- 主翼面積： 29.39 m2（複葉）
- 自重： 1,270 kg
- 全備重量： 1,844 kg
- 動力： 中島 寿二型 空冷星型9気筒エンジン（最大530 hp） × 1
- 最大速度： 278 km/h
- 巡航速度： 176 km/h
- 航続距離： 809 km（増槽装備時： 1,618 km）
- 武装： 
  - ビッカース式7.7mm固定機銃 × 2
  - ルイス式7.7mm旋回機銃 × 1
  - 30kg爆弾 × 4

- 乗員： 2名